# Institut für Immobilien, Bauen und Wohnen
Das IIBW – Institut für Immobilien, Bauen und Wohnen GmbH ist ein international agierendes Forschungs- und Beratungsunternehmen mit Sitz in Wien/Österreich mit Tätigkeiten in den Bereichen Wohnbauförderung, Wohnbaufinanzierung, Wohnrecht, Wohnungspolitik sowie Marktforschung zu Bauen und Wohnen.

## Geschichte
2000 erfolgte die Gründung der FGW GmbH durch Wolfgang Amann als operativer Arm der Forschungsgesellschaft für Wohnen, Bauen und Planen. 2005 kam es zum Management-Buy-Out und zur Umfirmierung der FGW GmbH in IIBW – Institut für Immobilien, Bauen und Wohnen GmbH. Das Institut für Immobilien, Bauen und Wohnen (IIBW) wird von Wolfgang Amann geführt.

## Tätigkeiten und Projekte
Das Unternehmen befindet sich an der Schnittstelle der im universitären Bereich stark fragmentierten Wohnbau- und Immobilienforschung einerseits, und Politik und Wirtschaft andererseits. Die räumlichen Schwerpunkte der Projekttätigkeit liegen zum einen in Österreich und zum anderen auf Mittel-, Ost- sowie Südosteuropa. Die Projekte des Instituts umfassen die  Wohnimmobilien, von Studien zur Wohnversorgung der einkommensschwächsten Bevölkerungsgruppen bis zur Beratung institutioneller Investoren zur Assetklasse Wohnen. 
Seit seinem Bestehen hat das IIBW rund 200 Projekte für rund 90 österreichische und internationale Auftraggeber durchgeführt. Die Projekte werden für internationale Organisationen, Ministerien, Landesregierungen, Interessenverbände, die gemeinnützige Wohnungswirtschaft, die Immobilien-, Bau- und Bauprodukteindustrie sowie die Finanz- und Versicherungswirtschaft durchgeführt. Zu den zentralen Projekten des Unternehmens zählen Studien zum System von Wohnbauförderung und Wohnungsgemeinnützigkeit in Österreich, zur Nachhaltigkeit des Wohnungswesens, zu Bau- und Wohnungsmärkten in Österreich sowie in Zentral- und Osteuropa, die Entwicklung von Wohnrechtsgesetzen sowie Projekte zur Implementierung sozialer Wohnungssysteme in Transformationsländern. 
Das IIBW verfolgt eine Open-Source-Policy und stellt den Großteil der Studien online zur Verfügung.